# Ионатан Хасмоней
Ионата́н (Ионафа́н) (ивр. יונתן‎) — младший сын Маттафии, активный участник Маккавейского восстания, после смерти брата Иуды в 161 году до н. э. стал первосвященником и вождём повстанцев.
Маттафия Хасмоней из колена коэнов был одним из организаторов восстания против Селевкидов, однако умер в 167 году до н. э. в самом начале восстания. Его дело продолжили пятеро сыновей, включая младшего Ионатана. Вожаком восстания стал Иуда.
Ионатан сражался под командованием старшего брата и принимал активное участие в боях против армии Селевкидов. В 161 году до н. э. Иуда был убит в битве при Эласе.
После гибели брата Ионатан возглавил восстание. Он сумел воспользоваться разногласиями в Селевкидской империи между претендентами на престол. Балансируя между Деметрием I и Александром Баласом, а впоследствии между Деметрием II и Трифоном, Ионатан стал первосвященником и правителем Иудеи.
В дальнейшем укрепление Иудеи под руководством Ионатана вызвало опасения Трифона, который хитростью захватил Ионатана во время встречи с ним в Акко, а после неудачной попытки взять Иерусалим — казнил.